# Jessica Henwick
Jessica Yu Li Henwick (Surrey, Inglaterra, 30 de agosto de 1992) es una actriz y directora británica, más conocida por interpretar a Nymeria Arena en la serie de HBO Game of Thrones, a Jessika Pava en Star Wars: Episodio VII - El despertar de la Fuerza, y a Colleen Wing en la serie original Marvel's Iron Fist.

## Biografía
Henwick nació y creció en Surrey, Inglaterra, hija de una madre china nacida en Singapur y un padre inglés nacido en Zambia. Su padre, Mark, es autor y su madre está retirada del negocio minorista. Ella es la hija del medio y tiene dos hermanos. Se formó en la Escuela de Teatro Redroofs y en el Teatro Nacional de la Juventud.

## Filmografía

### Cine
| Año  | Título                                              | Papel          | Notas        |
| ---- | --------------------------------------------------- | -------------- | ------------ |
| 2014 | Balsa Wood                                          | Scotty         | Cortometraje |
| 2015 | Dragonfly                                           | Paula Reid     |              |
| 2015 | The Heard of the Forest                             | Akira          |              |
| 2015 | Star Wars: Episodio VII - El despertar de la Fuerza | Jessika Pava   |              |
| 2016 | The Headhunter                                      | Aiko Koo       |              |
| 2017 | Rice on White                                       | Elena          |              |
| 2017 | Newness                                             | Joanne         |              |
| 2020 | Underwater                                          | Emily          |              |
| 2020 | Love and Monsters                                   | Aimée          |              |
| 2020 | On the Rocks                                        | Fiona Saunders |              |
| 2021 | The Matrix Resurrections                            | Bugs           |              |
| 2022 | The Gray Man                                        | Suzanne Brewer |              |
| 2022 | Glass Onion                                         | Peg            |              |
| 2022 | Bus Girl                                            | June           |              |
| 2024 | Cuckoo                                              | Beth           |              |

### Televisión
| Año       | Título                  | Papel             | Notas           |
| --------- | ----------------------- | ----------------- | --------------- |
| 2009-2010 | Spirit Warriors         | Bo                |                 |
| 2012      | The Thick of It         | Charlotte         |                 |
| 2014      | Obsession: Dark Desires | Jane Jeong Trenka |                 |
| 2014      | Silk                    | Amy Lang          |                 |
| 2014      | Lewis                   | Chloe             |                 |
| 2015-2017 | Game of Thrones         | Nymeria Arena     | Papel recurente |
| 2017      | Fortitude               | Bianca            |                 |
| 2017-2018 | Iron Fist               | Colleen Wing      | Papel principal |
| 2017      | The Defenders           | Colleen Wing      | Papel principal |
| 2018      | Luke Cage               | Colleen Wing      | Cameo           |

### Teatro
| Año  | Título                | Papel | Notas         |
| ---- | --------------------- | ----- | ------------- |
| 2013 | Running on the Cracks | Leo   | Tour nacional |

### Radio
| Año       | Título                    | Papel    | Notas                                         |
| --------- | ------------------------- | -------- | --------------------------------------------- |
| 2011-2012 | North by Northamptonshire | Helen    | BBC Radio Nominación a los Premios Sony Radio |
| 2013      | Monday to Friday          | Julie    | BBC Radio Escocia                             |
| 2014-2015 | Silk: The Clerks Room     | Amy Lang | Temporadas 1 y 2                              |